# Каркара (Ширганакский сельский округ)
Каркара (каз. Қарқара) — село в Кегенском районе Алматинской области Казахстана. Входит в состав Ширганакского сельского округа. Код КАТО — 195877400.

## Население
В 1999 году население села составляло 417 человек (189 мужчин и 228 женщин). По данным переписи 2009 года, в селе проживало 446 человек (209 мужчин и 237 женщин).

## Топографические карты
- Лист карты K-44-39 Каркара. Масштаб: 1 : 100 000. Состояние местности на 1987 год. Издание 1991 г.